# Białoruska Obrona Krajowa
Białoruska Obrona Krajowa (biał. Беларуская краёвая абарона, niem. Weißruthenische Heimwehr, BKA) – białoruska kolaboracyjna formacja zbrojna działająca od końca lutego 1944 r. do stycznia 1945 r. Powołana za zgodą władz niemieckich przez Białoruską Centralną Radę na terytorium Okręgu Generalnego Białoruś. Trzon stanowiły Białoruska Samoobrona i Białoruska Policja Pomocnicza.

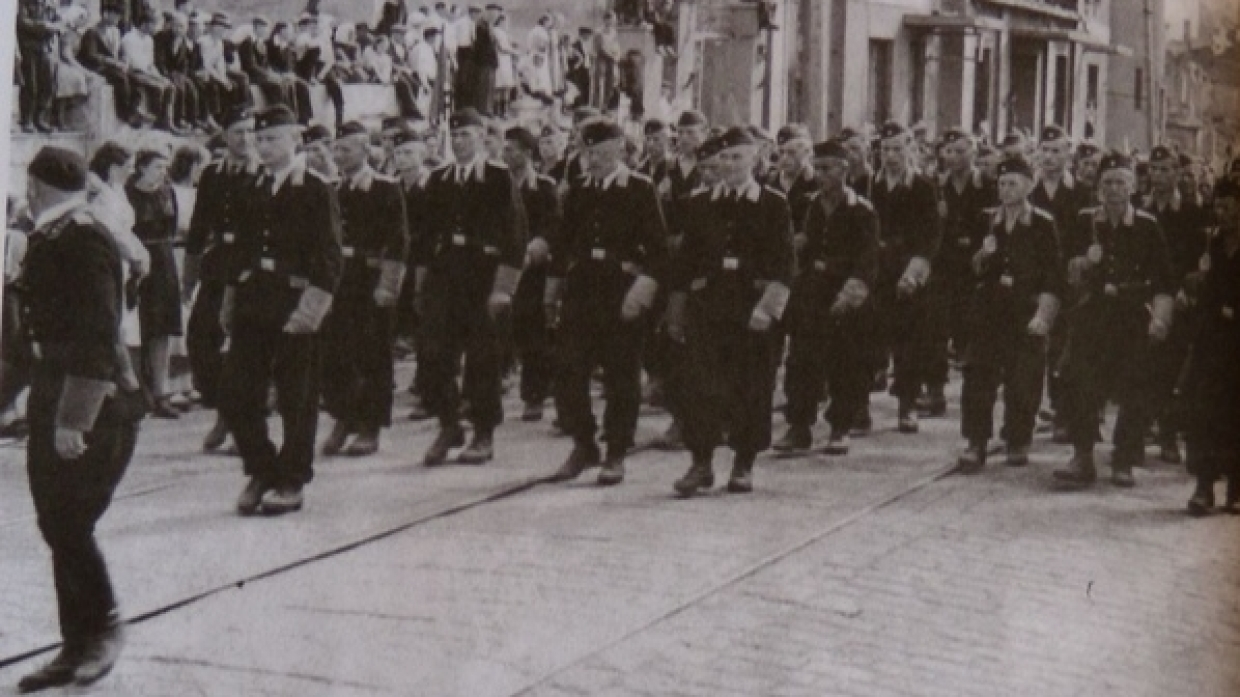
Podchorążowie szkoły oficerskiej BKA na defiladzie w Mińsku w czerwcu 1944 r.

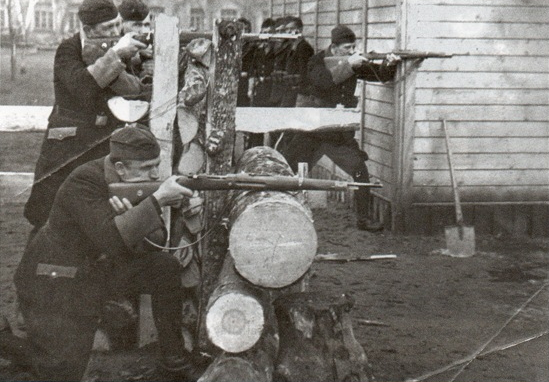
Żołnierze BKA na strzelnicy.

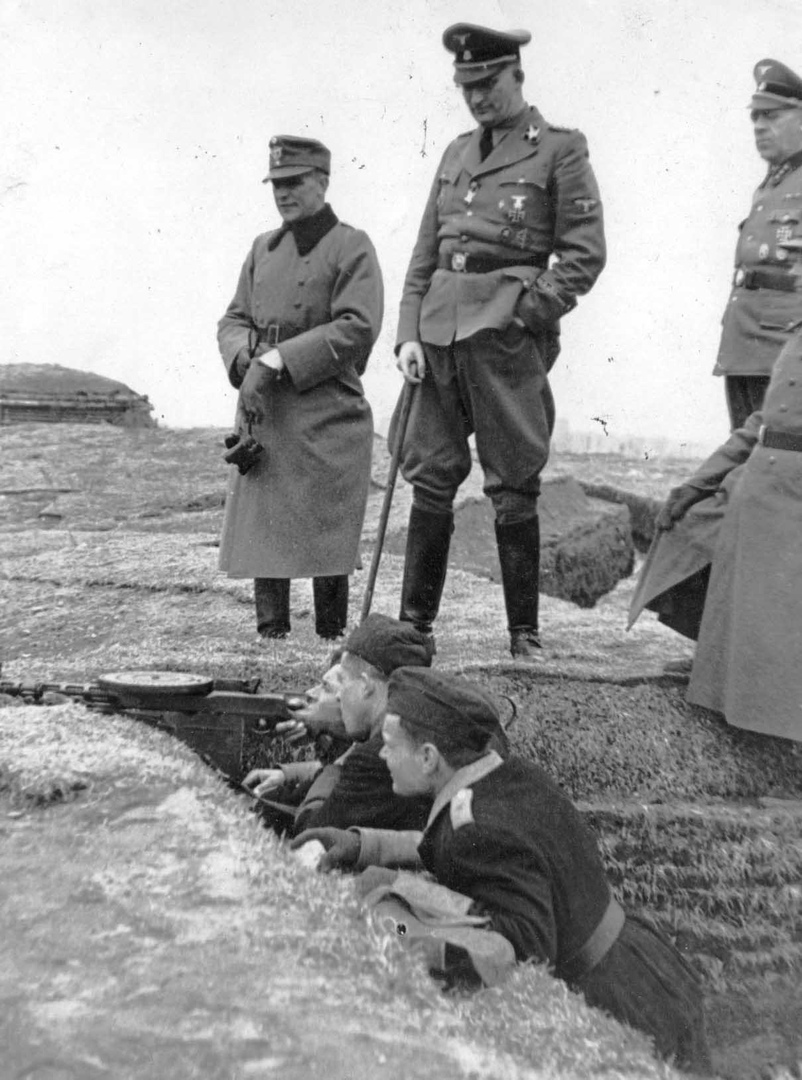
Kurt von Gottberg przygląda się szkoleniu żołnierzy BKA.

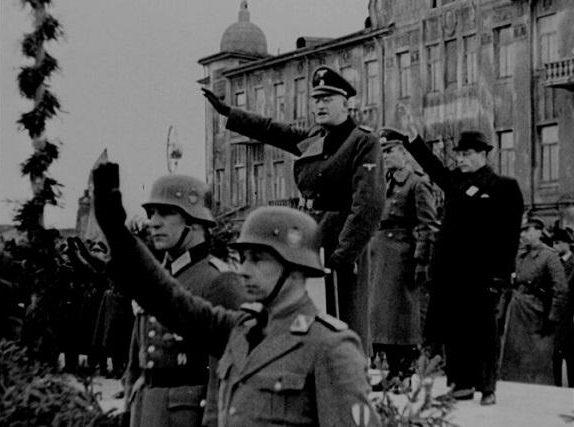
Kurt von Gottberg i Radosław Ostrowski podczas przysięgi BKA w Mińsku.

## Zarys historyczny
Hitlerowscy przedstawiciele na Białorusi, generalny komisarz Rzeszy (gauleiter) Wilhelm Kube, a po jego śmierci w nocy z 21 na 22 września 1943 r. nowy gaulaiter (wcześniej wyższy dowódca SS i policji na Okręg Generalny) SS-Obergruppenführer Curt von Gottberg prowadzili politykę nastawioną generalnie na pozyskanie ludności białoruskiej. Jednym z jej elementów było powołanie pod koniec grudnia 1943 r. w Mińsku Białoruskiej Centralnej Rady jako oficjalnego przedstawicielstwa narodu białoruskiego, którego podstawowym celem jest walka z bolszewizmem.
W lutym 1944 r. Adolf Hitler wydał zezwolenie na przeprowadzenie na obszarze Białorusi mobilizacji wojskowej. W rezultacie C. von Gottberg wydał 18 (23) lutego na wniosek prezydenta BCR Radosława Ostrowskiego rozkaz utworzenia białoruskiej formacji zbrojnej pod nazwą Białoruska Obrona Krajowa. 6 (10) marca R. Ostrowski wydał rozporządzenie, szeroko rozpowszechnione poprzez prasę i akcję plakatową, wzywające wszystkich mężczyzn urodzonych w latach 1908–1924 do służby w oddziałach BKA. Mobilizacji podlegali przede wszystkim byli oficerowie, podoficerowie i szeregowi żołnierze armii polskiej i sowieckiej. Rozporządzenie zobowiązywało Białorusinów do stawienia się w ciągu 3 godzin od otrzymania wezwania do punktu poborowego. Niewykonanie rozkazu groziło wyrokiem sądu wojskowego za dezercję. Wojskowe komisje BKA powstały w Mińsku, Baranowiczach, Słucku, Nowogródku, Wilejce, Słonimiu i Głębokiem. Do połowy marca zgłosiło się łącznie ok. 40 tys. ludzi. Wywołało to duże wrażenie na okupacyjnych władzach niemieckich.
Taki masowy akces Białorusinów nie odpowiadał jednak planom C. von Gottberga, który zamierzał powołać jednostkę białoruską jedynie do prowadzenia walki z partyzantami. Miała ona wchodzić w skład większej formacji wespół z brygadą Bronisława Kaminskiego oraz oddziałami kozackimi i kaukaskimi w służbie niemieckiej. Natomiast Białorusini liczyli na przyszłe rozwinięcie BKA w narodową samodzielną siłę zbrojną. W rezultacie C. von Gottberg odesłał do domu 50% zgłaszających się, pozostawiając w batalionach BKA ok. 19 tys. ludzi. W ciągu następnych dni liczba ta wzrosła, dochodząc ostatecznie w końcu marca do ok. 25 tys. Według stanu z połowy kwietnia sformowano z nich 39 batalionów piechoty i 6 batalionów saperów (sapersko-budowlanych). Batalion był największą jednostką bojową BKA, liczył 600 żołnierzy. W jego skład wchodziły trzy roty (kompanie) tworzone przez cztery zwiazy (plutony). W skład plutonu wchodziły cztery drużyny będące najmniejszą jednostką organizacyjną. Rozkazem mjr Kuszela z 31 marca 1944 bataliony rozmieszczono następująco: okręg baranowicki – 8, głębocki – 8, nowogródzki – 3, miński – 6, słucki – 5, wilejski – 5, słonimski – 4.
Na mocy rozkazu C. von Gottberga z 10 marca zostało zniesione stanowisko niemieckiego komendanta oddziałów policyjnych (Schutzmannschaften), które wraz z batalionami BKA przeszło pod dowództwo mjr. Franciszka Kuszla, szefa Wydziału Wojskowego Białoruskiej Centralnej Rady. Na bazie Wydziału utworzono naczelne dowództwo BKA, później nazwane sztabem. Wobec nie przysłania z Berlina odpowiedniej liczby karabinów, co było spowodowane głównie obawami przed dezercją, Białorusini otrzymali jedynie pewną ich liczbę z miejscowych magazynów, po 1 karabinie na 6-7 ludzi. Taka ilość broni pozwalała tylko na prowadzenie zajęć szkoleniowych. Natomiast bataliony saperskie pozostały nieuzbrojone i wykorzystywano je do różnych robót polowych w ramach Organizacji Todt. Możliwe, że te posunięcia mogły być sposobem na zmniejszenie zbytnich ambicji Białorusinów. Doprowadziło to rozluźnienia dyscypliny i licznych dezercji, do czego przyczyniała się także antyniemiecka i antykolaboracyjna działalność propagandowa partyzantów.
W połowie maja prezydent Białoruskiej Centralnej Rady zmuszony był wystąpić z wnioskiem o redukcję liczebności BKA do stanu posiadanego uzbrojenia. W tym czasie zaczęły napływać nieduże ilości broni, ale nie zahamowało to stopniowego zmniejszania stanu osobowego batalionów, tak że w ostatnich tygodniach okupacji ich liczebność była mniejsza niż w okresie utworzenia. Słabo uzbrojone bataliony BKA Niemcy zdążyli jeszcze wykorzystać do walki z partyzantką. 15 czerwca, tj. na 2 tygodnie przed ewakuacją, otwarta została w Mińsku szkoła oficerska BKA dla 280 słuchaczy, ale ten fakt nie miał już żadnego znaczenia. Kiedy Armia Czerwona doszła do okolic Mińska bataliony BKA uległy rozwiązaniu. Wprawdzie C. von Gottberg prawdopodobnie zarządził ich ewakuację na zachód, ale okręgowi komendanci policji w większości demobilizowali je. Ponadto po wyjechaniu na zachód tzw. niemieckiego sztabu łączności dowództwo BKA pozostało bez środków łączności i nie mogło przekazać podległym oddziałom żadnych rozkazów. W rezultacie tylko niewielka część białoruskich żołnierzy uciekła do Niemiec, zaś większość powróciła do domów. W połowie lipca Białorusini wywodzący się z batalionów BKA weszli w skład 30 Dywizji Grenadierów Waffen-SS. Natomiast w połowie września działająca teraz w Niemczech Białoruska Centralna Rada utworzyła w Berlinie 1 Kadrowy Batalion BKO. Pozostał on jednak nieuzbrojony i nieumundurowany. Przyjęto założenie, że skoro BKA nie została formalnie rozwiązana, to nie trzeba na nowo jej powoływać. Zgromadzono kilkuset Białorusinów (żołnierzy i oficerów oraz osoby cywilne). Na zewnątrz działacze białoruscy przedstawiali go jako batalion szkoleniowy BKA, szkołę oficerską itp., starając się o jego legalizację. W grudniu prezydent Białoruskiej Centralnej Rady, R. Ostrowski zamierzał już rozwiązać batalion, tracąc nadzieję na uzyskanie pomocy od władz niemieckich, ale wówczas Główny Urząd SS wydał zgodę na utworzenie białoruskiej formacji zbrojnej w sile brygady pod nazwą Waffen-SS Grenadier-Brigade „Weissruthenien”. W jej skład weszli m.in. byli członkowie BKA.

## Umundurowanie i stopnie wojskowe
W BKA nie występowało jednolite umundurowanie. Żołnierze nosili czarne mundury policji pomocniczej, feldgrau batalionów policyjnych, szare Sicherheitsdienst oraz kroje własne oficerów. Jedynym znakiem charakterystycznym były czerwone patki na kołnierz z krzyżem jagiellońskim koloru białego (oficerowie posiadali białą obwódkę patki) i noszona na lewym ramieniu tarcza w barwie biało-czerwono-białej i krzyżem jagiellońskim pośrodku.
Zgodnie ze wzorem z 18 marca 1944 stopnie wojskowe noszono na pięciokątnych pagonach z następującymi oznaczeniami (w nawiasach projekt wzoru z kwietnia 1944):
- żołnierz (жаўнер)
- strzelec (стралец) - jedna czerwona belka (jedna gwiazdka)
- starszy strzelec (старшэйшы стралец) - dwie czerwone belki (dwie gwiazdki)
- drużynowy (дружыновы) - trzy czerwone belki (trzy gwiazdki)
- plutonowy (зьвязовы) - jeden szeroki czerwony pas i jedna czerwona belka powyżej (cztery gwiazdki)
- starszyna (старшыня) - jeden szeroki czerwony pas i jedna czerwona belka powyżej (gwiazdka i liść)
- lejtnant (лейтэнант) - jedna gwiazda (jeden liść)
- starszy lejtnant (старшы лейтэнант) - dwie gwiazdki (dwa liście)
- kapitan (капiтан) - trzy gwiazdki (trzy liście)
- major (маёр) – belka i gwiazdka (dwa liście i gwiazdka)
- podpułkownik (падпалкоўнiк) – belka i dwie gwiazdki (dwa liście i dwie gwiazdki)
- pułkownik (палкоўнiк) – belka i trzy gwiazdki (dwa liście i trzy gwiazdki)

Powstał także projekt pagonów wzorowanych na III Rzeszy z patkami w barwach broni, ujednoliconymi mundurami i stopniami generalskimi: generałem-majorem, generałem-porucznikiem, generałem-pułkownikiem oraz Marszałkiem Białorusi.
Żołnierze BKA byli odznaczani hitlerowskim Medalem Narodów Wschodnich i ustanowionym w 1944 białoruskim trzystopniowym (złoty, srebrny i żelazny) Orderem "Krzyż Zasługi" (z mieczami lub bez mieczy). Po wojnie nagradzano ich odznaczeniami emigracyjnych Białoruskiej Centralnej Rady i Rady BRL (Odznaczenia BRL).